# 金が谷
金が谷（かねがや）は、神奈川県横浜市旭区の地名。現行行政地名としては住居表示実施区域の金が谷一丁目・金が谷二丁目および、住居表示未実施区域の大字金が谷。

## 地理
旭区の西部に位置し、東に今宿、西に矢指町、南に笹野台、北に下川井町と接している。

### 地価
住宅地の地価は、2025年（令和7年）1月1日の公示地価によれば、金が谷1-11-13の地点で16万9000円/m²となっている。

## 歴史

### 沿革
- 1965年（昭和40年）11月25日 - 下川井町の一部から金が谷を新設する[6]。
- 1969年（昭和44年）10月1日 - 保土ヶ谷区を再編し、旭区を新設。横浜市旭区金が谷となる[7]。
- 1991年（平成3年）11月11日 - 住居表示の実施に伴い、今宿町、金が谷の各一部から金が谷一丁目及び金が谷二丁目を新設し、金が谷の一部を新設された笹野台三丁目及び笹野台四丁目へ編入する[8]。
- 1992年（平成4年）10月19日 - 金が谷の一部を分離し、金が谷二丁目へ編入する[8]。

### 町名の変遷
| 実施後       | 実施年月日                 | 実施前（各町名ともその一部） |
| ------------ | -------------------------- | ---------------------------- |
| 金が谷       | 1965年（昭和40年）11月15日 | 下川井町の一部               |
| 金が谷一丁目 | 1991年（平成3年）11月11日  | 金が谷の一部                 |
| 金が谷二丁目 | 1991年（平成3年）11月11日  | 今宿町、金が谷の各一部       |

## 世帯数と人口
2025年（令和7年）6月30日現在（横浜市発表）の世帯数と人口は以下の通りである。
| 大字・丁目   | 世帯数    | 人口    |
| ------------ | --------- | ------- |
| 金が谷       | 267世帯   | 498人   |
| 金が谷一丁目 | 696世帯   | 1,524人 |
| 金が谷二丁目 | 638世帯   | 1,416人 |
| 計           | 1,601世帯 | 3,438人 |

### 人口の変遷
国勢調査による人口の推移。数字は大字と丁目の合算である。
| 年                 | 人口  |
| ------------------ | ----- |
| 1995年（平成7年）  | 3,662 |
| 2000年（平成12年） | 3,526 |
| 2005年（平成17年） | 3,847 |
| 2010年（平成22年） | 3,844 |
| 2015年（平成27年） | 3,877 |
| 2020年（令和2年）  | 3,668 |

### 世帯数の変遷
国勢調査による世帯数の推移。数字は大字と丁目の合算である。
| 年                 | 世帯数 |
| ------------------ | ------ |
| 1995年（平成7年）  | 1,189  |
| 2000年（平成12年） | 1,259  |
| 2005年（平成17年） | 1,286  |
| 2010年（平成22年） | 1,320  |
| 2015年（平成27年） | 1,366  |
| 2020年（令和2年）  | 1,341  |

## 学区
市立小・中学校に通う場合、学区は以下の通りとなる（2024年11月時点）。
| 大字・丁目   | 番・番地等 | 小学校               | 中学校                 |
| ------------ | --- | -------------------- | ---------------------- |
| 金が谷       | 417番地〜485番地の2 487番地の1 488〜490番地 | 横浜市立都岡小学校   | 横浜市立今宿中学校     |
| 金が谷       | 485番地の3〜486番地、487番地の2・3 491〜521番地、523〜536番地 544番地〜590番地の5、590番地の9〜20 590番地の24〜595番地、597番地 598番地の2・4・6〜16・19 598番地の21〜648番地、654〜658番地 670〜681番地、683〜691番地 700〜702番地 | 横浜市立中沢小学校   | 横浜市立旭中学校       |
| 金が谷       | 213番地の52、218番地の41〜49 649〜653番地、666番地 682番地、692〜699番地、732〜735番地 | 横浜市立笹野台小学校 | 横浜市立希望が丘中学校 |
| 金が谷一丁目 | 全域 | 横浜市立笹野台小学校 | 横浜市立希望が丘中学校 |
| 金が谷二丁目 | 1番1〜14号、6番〜13番33号 14番10号〜18番 | 横浜市立笹野台小学校 | 横浜市立希望が丘中学校 |
| 金が谷二丁目 | 1番15号〜5番、13番34号〜14番9号 19〜37番 | 横浜市立中沢小学校   | 横浜市立旭中学校       |

## 事業所
2021年（令和3年）現在の経済センサス調査による事業所数と従業員数は以下の通りである。
| 大字・丁目   | 事業所数 | 従業員数 |
| ------------ | -------- | -------- |
| 金が谷       | 26事業所 | 636人    |
| 金が谷一丁目 | 14事業所 | 101人    |
| 金が谷二丁目 | 22事業所 | 124人    |
| 計           | 62事業所 | 861人    |

### 事業者数の変遷
経済センサスによる事業所数の推移。
| 年                 | 事業者数 |
| ------------------ | -------- |
| 2016年（平成28年） | 54       |
| 2021年（令和3年）  | 62       |

### 従業員数の変遷
経済センサスによる従業員数の推移。
| 年                 | 従業員数 |
| ------------------ | -------- |
| 2016年（平成28年） | 770      |
| 2021年（令和3年）  | 861      |

## 交通

### 道路
- 国道16号（保土ヶ谷バイパス）

## 施設
- 横浜金が谷郵便局[18]

## その他

### 日本郵便
- 郵便番号 : 241-0812[3]（集配局：横浜旭郵便局[19]）

### 警察
町内の警察の管轄区域は以下の通りである。
| 町丁         | 番・番地等 | 警察署   | 交番・駐在所 |
| ------------ | ---------- | -------- | ------------ |
| 金が谷       | 全域       | 旭警察署 | 笹野台交番   |
| 金が谷一丁目 | 全域       | 旭警察署 | 笹野台交番   |
| 金が谷二丁目 | 全域       | 旭警察署 | 笹野台交番   |

## 参考資料
- “横浜市町区域要覧” (PDF).   横浜市市民局 (2016年6月). 2023年6月6日閲覧。 “横浜市町区域要覧”